# Henriëtte van België

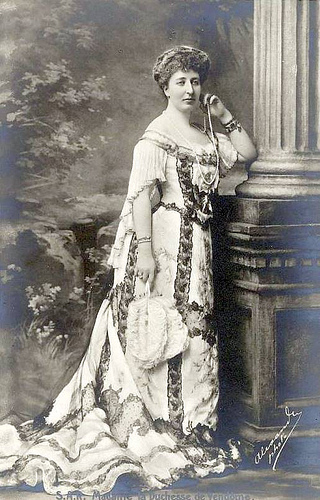
Henriëtte van België

Henriëtte Marie Charlotte Antonia (Brussel, 30 november 1870 — Sierre (Zwitserland), 28 maart 1948), prinses van België, was de oudste dochter van prins Filips van België en zijn vrouw prinses Maria van Hohenzollern-Sigmaringen.

## Levensloop
Prinses Henriëtte werd in 1870 geboren, samen met haar tweelingzus Josephine die echter zes weken na de geboorte overleed. Samen met haar latere zusje Josephine (die dezelfde naam als haar overleden zus had gekregen) en haar broers Boudewijn en Albert (de latere Albert I van België) genoot ze van een liefdevolle jeugd.
Begin 1891 krijgt Henriëtte een zware longontsteking, er wordt even voor haar leven gevreesd. Haar broer Boudewijn, die nachtenlang voor zijn zieke zus gebeden heeft in de ijskoude gangen, wordt nu zelf ziek en sterft aan zijn longontsteking. Henriëtte stort helemaal in, na een tijd herpakte ze zich en zette ze zich over zijn dood heen.
Nadat haar jongere zus Josephine al in 1894 trouwt met haar neef Karel Anton van Hohenzollern begint nu ook de tijd voor Henriëtte te dringen. Ze is verliefd op haar achterneef Filips van Orléans en hij wil ook met haar trouwen. Echter is hij de achterkleinzoon van Louis-Philippe, de laatste koning van Frankrijk, waar ook Henriëtte een achterkleindochter van is. Als troonpretendent van de Franse troon stelt haar oom koning Leopold II zijn veto om geen aanvaring te krijgen met de Franse Republiek.
De ouders van Henriëtte gingen zelf op zoek naar een geschikte kandidaat. Ze kwamen uit bij Emanuel van Orléans, eveneens een achterkleinzoon van Louis-Philippe, maar via een jongere zoon van hem en geen controversieel persoon zoals Filips. In tegenstelling tot Filips, die in ballingschap leefde, mocht hij wel gewoon in Frankrijk komen. Doordat ze beiden tot een koninklijk huis behoren moeten ze wel goedkeuring krijgen van het familiehoofd. Leopold II geeft deze keer zijn zege en Filips, die zelf met Henriëtte wilde trouwen deed dat ook.In 1896 trouwde ze met prins Emanuel, hertog van Vendôme.
Samen kregen ze vier kinderen:
- Marie Louise (1896-1973)
- Sophie (1898-1928)
- Geneviève (1901-1983)
- Charles (1905-1970).

In 1897 kwam haar schoonmoeder Sophie, de zus van keizerin Sisi om het leven bij de brand in de Bazar de la Charité. Op de begrafenis leerde haar broer Albert de nicht van haar man Elisabeth kennen, waarmee hij later zou trouwen.
De levensstijl van 'de hertogen van Vendôme' was waarlijk vorstelijk. Ze bezaten oogverblindende eigendommen, onder meer in België, Parijs, aan de Franse zuidkust en in Zwitserland. Met Henriëtte en haar gezin ging het na de Eerste Wereldoorlog niet voor de wind. De Vendômes zagen hun fortuin sterk slinken na de Beurskrach van 1929, en waren verplicht om enkele eigendommen te verkopen. In 1931 overleed totaal onverwacht haar echtgenoot Emmanuel. Hij leed aan een onschuldige verkoudheid, maar kreeg plotseling een hartstilstand.
In 1948 werd Henriëtte opgenomen in een ziekenhuis in het Zwitserse Sierre, waar ze op 28 maart overleed. Vele jaren na haar dood werd bekendgemaakt dat ze in 1938 door twee Franse staatslui werd voorgedragen voor de Nobelprijs voor de Vrede vanwege haar liefdadigheidswerk, waarmee ze de enige Belgische vrouw is die ooit voor een Nobelprijs genomineerd werd.

## Voorouders
| Voorouders van Henriëtte van België | Voorouders van Henriëtte van België                                                                       | Voorouders van Henriëtte van België                                                                       | Voorouders van Henriëtte van België                                                             | Voorouders van Henriëtte van België                                                             | Voorouders van Henriëtte van België                                                        | Voorouders van Henriëtte van België                                                        | Voorouders van Henriëtte van België                                                        | Voorouders van Henriëtte van België                                                        |
| ----------------------------------- | --- | --- | ----------------------------------------------------------------------------------------------- | ----------------------------------------------------------------------------------------------- | ------------------------------------------------------------------------------------------ | ------------------------------------------------------------------------------------------ | ------------------------------------------------------------------------------------------ | ------------------------------------------------------------------------------------------ |
| Overgrootouders                     | Frans van Saksen-Coburg-Saalfeld (1750-1806) ∞ 1777 Augusta van Reuss-Ebersdorf en Lobenstein (1757-1831) | Frans van Saksen-Coburg-Saalfeld (1750-1806) ∞ 1777 Augusta van Reuss-Ebersdorf en Lobenstein (1757-1831) | Lodewijk Filips I van Frankrijk (1773-1850) ∞ 1809 Marie Amélie van Bourbon-Sicilië (1782-1866) | Lodewijk Filips I van Frankrijk (1773-1850) ∞ 1809 Marie Amélie van Bourbon-Sicilië (1782-1866) | Karel van Hohenzollern-Sigmaringen (1785-1853) ∞ 1808 Marie Antoinette Murat (1793-1847)   | Karel van Hohenzollern-Sigmaringen (1785-1853) ∞ 1808 Marie Antoinette Murat (1793-1847)   | Karel van Baden (1786-1818) ∞ 1806 Stéphanie de Beauharnais (1789-1860)                    | Karel van Baden (1786-1818) ∞ 1806 Stéphanie de Beauharnais (1789-1860)                    |
| Grootouders                         | Leopold I van België (1790-1865) ∞ 1832 Louise Marie van Orléans (1812-1850)                              | Leopold I van België (1790-1865) ∞ 1832 Louise Marie van Orléans (1812-1850)                              | Leopold I van België (1790-1865) ∞ 1832 Louise Marie van Orléans (1812-1850)                    | Leopold I van België (1790-1865) ∞ 1832 Louise Marie van Orléans (1812-1850)                    | Karel Anton van Hohenzollern-Sigmaringen (1811-1885) ∞ 1834 Josefine van Baden (1813-1900) | Karel Anton van Hohenzollern-Sigmaringen (1811-1885) ∞ 1834 Josefine van Baden (1813-1900) | Karel Anton van Hohenzollern-Sigmaringen (1811-1885) ∞ 1834 Josefine van Baden (1813-1900) | Karel Anton van Hohenzollern-Sigmaringen (1811-1885) ∞ 1834 Josefine van Baden (1813-1900) |
| Ouders                              | Filips van België (1837-1905) ∞ 1832 Maria van Hohenzollern-Sigmaringen (1845-1912)                       | Filips van België (1837-1905) ∞ 1832 Maria van Hohenzollern-Sigmaringen (1845-1912)                       | Filips van België (1837-1905) ∞ 1832 Maria van Hohenzollern-Sigmaringen (1845-1912)             | Filips van België (1837-1905) ∞ 1832 Maria van Hohenzollern-Sigmaringen (1845-1912)             | Filips van België (1837-1905) ∞ 1832 Maria van Hohenzollern-Sigmaringen (1845-1912)        | Filips van België (1837-1905) ∞ 1832 Maria van Hohenzollern-Sigmaringen (1845-1912)        | Filips van België (1837-1905) ∞ 1832 Maria van Hohenzollern-Sigmaringen (1845-1912)        | Filips van België (1837-1905) ∞ 1832 Maria van Hohenzollern-Sigmaringen (1845-1912)        |
| Henriëtte van België (1870-1948)    | | |                                                                                                 |                                                                                                 |                                                                                            |                                                                                            |                                                                                            |                                                                                            |